# Gabriela Mełeń-Mucha
Gabriela Regina Mełeń-Mucha – polska endokrynolog, profesor nauk medycznych.

## Życiorys
W 1985 ukończyła studia lekarskie na Akademii Medycznej w Łodzi, w 1989 obroniła pracę doktorską pt. Wpływ somatostatyny i czynnika wzrostu naskórka (EGF) na proliferację komórek pęcherzykowych tarczycy, której promotorem był prof. Andrzej Lewiński, w 2002 habilitowała się na podstawie pracy zatytułowanej Zmiany wskaźników proliferacji i apoptozy w procesie karcynogenezy oraz pod wpływem modulacji hormonalnej w doświadczalnych rakach jelita grubego. W 2012 uzyskała tytuł profesora nauk medycznych.
Została zatrudniona na Uniwersytecie Medycznym w Łodzi.